# Stary cmentarz w Szczawnicy

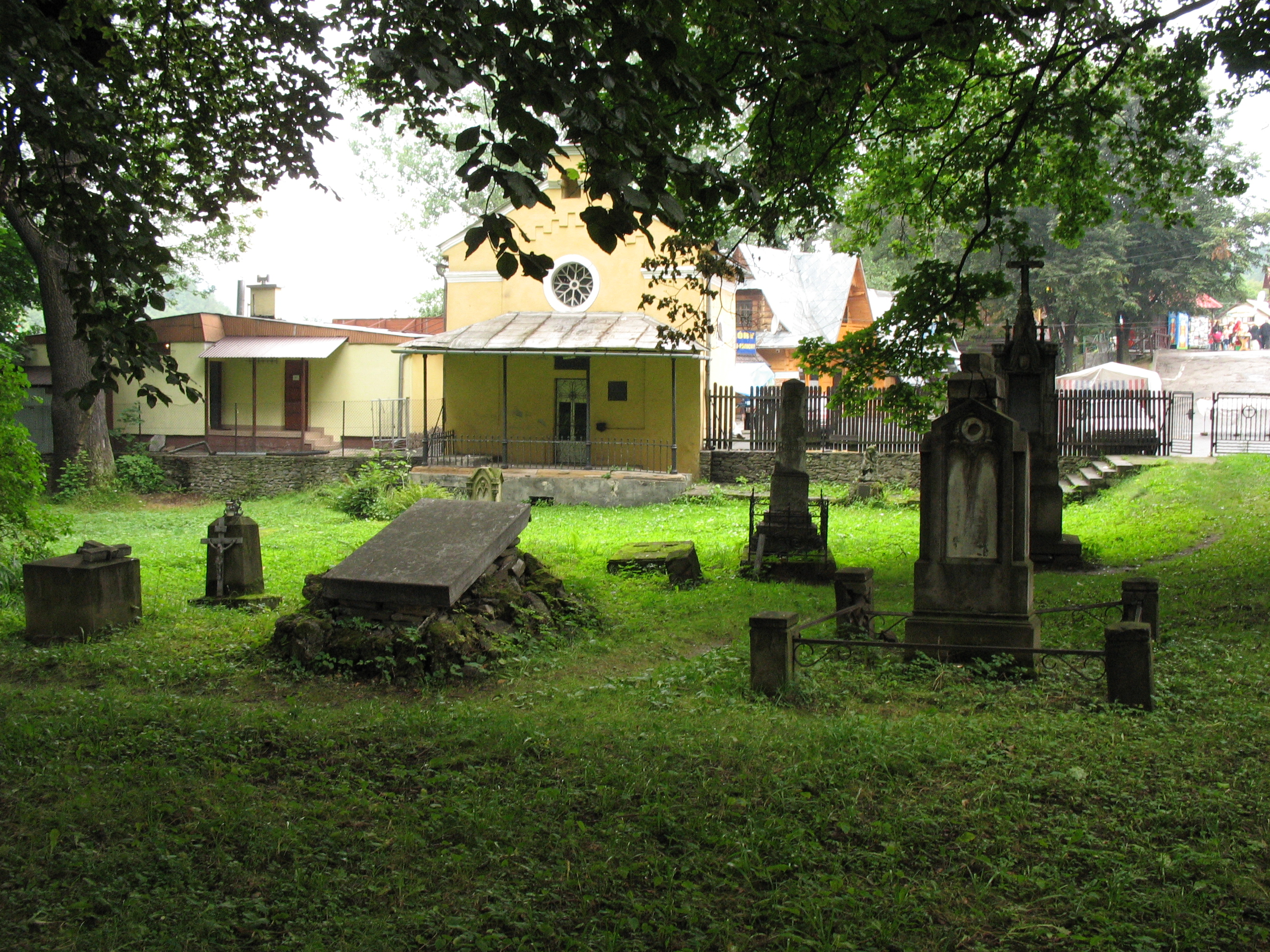
Widok w kierunku zachodnim. Kremowy budynek to Kaplica Zmartwychwstania Pańskiego

Stary cmentarz w Szczawnicy (tzw. Cmentarz Szalayowski) – zabytkowy cmentarz w Szczawnicy, czynny w XIX wieku. Cmentarz znajduje się poniżej ul. Głównej 1, na wprost od wylotu ul. Zdrojowej.

## Historia
Cmentarz powstał w wyniku zarządzenia władz austriackich z 1784 roku o zakazie chowania zmarłych na cmentarzach przykościelnych, o nakazie ich likwidacji i nakazie zakładania cmentarzy poza obszarami zabudowy. Pierwsze pochówki na cmentarzu nastąpiły w 1832 roku. Do cmentarza prowadziły schodki w dół z głównej ulicy, a sam cmentarz został otoczony murem z kamienia. 
Szybki rozwój Szczawnicy spowodował, że wkrótce i ta lokalizacja nie spełniała wymogów cesarskich. O zamknięciu cmentarza zdecydowano już w 1879 roku, ale doszło do niego ostatecznie w 1895 roku, kiedy zaczęto grzebać zmarłych na nowym cmentarzu parafialnym.
Cmentarz jest własnością parafii św. Wojciecha Biskupa Męczennika w Szczawnicy. W 2010 roku doszło do podpisania między Miastem i Gminą Szczawnica a Parafią umowy nieodpłatnego użyczenia terenu cmentarza Szalayowskiego, co umożliwiło podjęcie działań konserwatorskich zarówno cmentarza, jak i kaplicy.

## Pochowani
Na terenie cmentarza zachowały się jedynie nieliczne nagrobki znaczniejszych zmarłych. Groby chłopskie, które były mogiłkami ziemnymi z zatkniętymi drewnianymi krzyżami, ulegały szybkiej dezintegracji. Na cmentarzu spoczywają m.in.:
- Wawrzyniec Citwic – najstarszy zachowany nagrobek, z 1840 roku;
- Franciszek Tomanek, zmarły 14 marca 1878 roku – dzierżawca Spółki Zdrojowisk Krajowych (czyli zakładów leczniczych w Parku Dolnym, będących własnością Polskiej Akademii Umiejętności) w latach 1872–1878. Tomanek zakupił prawa dzierżawy od Władysława Dąmbskiego;
- Paulina Tomanek – żona Franciszka Tomanka,
- Mieczysław Tomanek – syn Franciszka i Pauliny Tomanków, który, wraz z matką, odziedziczył prawa dzierżawy Spółki po śmierci ojca w 1878 roku. Mieczysław i Paulina Tomankowie sprzedali prawa dzierżawy Józefowi Kołączkowskiemu w 1888 roku;
- Jan Zielonka – zarządca Górnego Zakładu.

Cmentarz był również miejscem pochówku kuracjuszy, którzy ulubili sobie Szczawnicę. Pochowana tu była m.in. Ludwika Rapacka, jedna z fundatorek tutejszego kościoła. Zachowało się kilkanaście nagrobków kuracjuszy ze wszystkich stron Królestwa Polskiego, Litwy i Galicji.
Prawie wszystkie nagrobki wykonane są z pińczowskiego piaskowca przez firmy kamieniarskie z Bochni i Nowego Sącza.

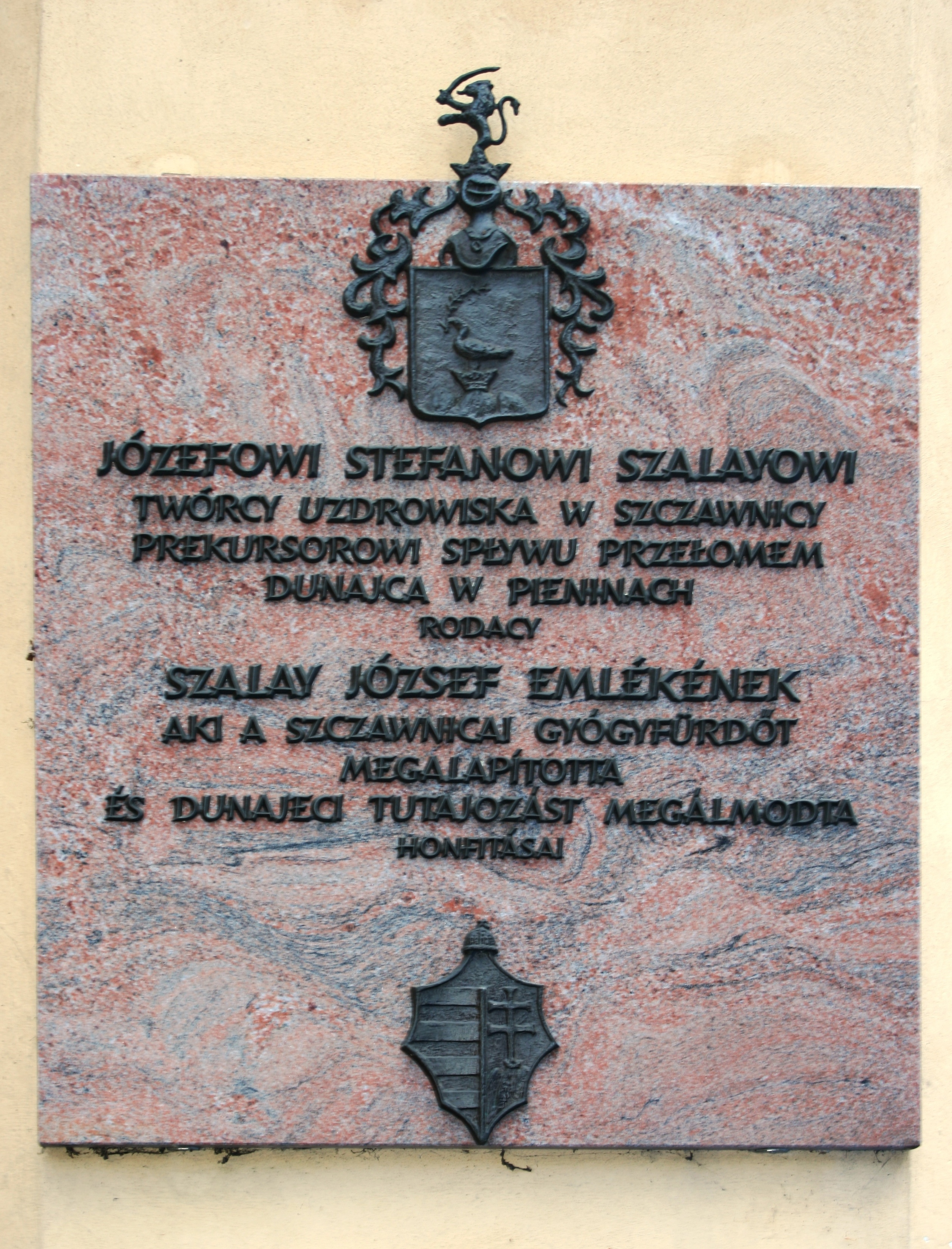
Tablica poświęcona Józefowi Szalayowi na kaplicy

## Kaplica pw. Zmartwychwstania Pańskiego
Tuż przy cmentarzu znajduje się niepozorna, neogotycka kaplica cmentarna pod wezwaniem Zmartwychwstania Pańskiego ufundowana przez Józefa Szalaya, poświęcona 28 września 1870 roku. W kaplicy znajdują się:
- ołtarz z obrazem Chrystusa Zmartwychwstałego,
- kartusz herbowy Szalayów w lunecie sklepienia,
- krypta grobowa ze szczątkami członków rodziny Szalayów oraz słynnego fotografa Awita Szuberta, zmarłego w 1919 roku,
- tablica epitafijna na południowej ścianie z tekstem: Poległym w walkach o wolność w XV-tą rocznicę odzyskania niepodległości. Tablica ta pierwotnie umieszczona była na fasadzie kaplicy, została przeniesiona do wnętrza w latach 70. XX wieku.

Na zewnętrznej ścianie kaplicy w 2002 roku uroczyście wmurowano tablicę poświęconą Józefowi Szalayowi, z tekstem w 2 językach: po polsku i po węgiersku. Tablica została ufundowana przez ówczesnego konsula generalnego Węgier w Krakowie Istvána Kovácsa, a zaprojektowana przez Bronisława Chromego.
W ramach I etapu renowacji kaplicy, w 2013 roku odwodniono ją wraz z zabezpieczeniem fundamentów budynku, natomiast w 2014 roku odnowiono elewację oraz wymieniono dach. W II etapie, w 2015 roku planowano wykonanie remontu całego wnętrza kaplicy, remontu schodów zewnętrznych wraz z wejściem do krypty. Po realizacji odnowienia wnętrza kaplicy miało być możliwe wykorzystywanie obiektu do nabożeństw.